# Short SB.5
El Short SB.5 (matrícula WG768) fue un avión de investigación británico de "ala ajustable muy poco ortodoxa" diseñado por Short Brothers en respuesta al requisito ER.100 del Ministerio del Aire del Reino Unido, ideado para proporcionar información para el diseño del English Electric P.1 (prototipo del English Electric Lightning), probando las características de vuelo a baja velocidad de varias configuraciones de aflechamiento de ala necesarias para el vuelo supersónico. El plano de cola podía montarse encima del empenaje ("cola en T") o debajo del fuselaje. Las pruebas finalmente confirmaron que el diseño original del P.1/Lightning era una configuración eficaz para los vuelos a alta velocidad.

## Diseño y desarrollo
Surgió una disputa técnica entre el Royal Aircraft Establishment y la English Electric Company (EEC) en cuanto a la configuración óptima para el caza supersónico propuesto por la compañía. Se construyó una máquina de investigación monoplaza de ala media para investigar el manejo a baja velocidad de las posibles configuraciones. La misma configuración básica del P.1 se incorporó a un banco de pruebas más simple que tenía un tren de aterrizaje fijo. Dado que el SB.5 iba a probar las características de vuelo a baja velocidad, no era necesario que el tren de aterrizaje fuera retráctil.
El contrato se adjudicó a Short Brothers and Harland Ltd de Belfast el 2 de agosto de 1950. La máquina fue diseñada para permitir usar tres ángulos de aflechamiento de ala diferentes (50°, 60° y 69°). El ajuste del aflechamiento de las alas se realizaba cuando la aeronave estaba en tierra. También se probaron dos posiciones diferentes del plano de cola: (a) en la parte baja del fuselaje trasero y (b) en la parte superior del empenaje. "El fuselaje trasero completo, justo por detrás del motor, era desmontable y existían dos fuselajes traseros alternativos disponibles, uno con el plano de cola colocado encima del empenaje y el otro con el plano de cola colocado debajo del fuselaje. El ángulo del plano de cola era ajustable en vuelo, siendo accionado eléctricamente".
Las alas estaban hechas "de madera contrachapada, a excepción de láminas de aleación ligera en los bordes de ataque y de fuga", lo que restringía la velocidad máxima a unos modestos 350 nudos (403 mph; 649 km/h).
"Dos paracaídas de frenado de 6,1 m de circunferencia y un paracaídas antibarrena de 6,1 m... estaban alojados en la parte trasera del fuselaje, encima de la tobera".
El informe de prueba de vuelo del SB.5 con 60 grados de aflechamiento y el plano de cola en la posición más baja resumió los criterios de diseño:
"En el momento de la concepción inicial del avión de investigación Short SB5 (1949), se reconoció que la tendencia hacia mayores ángulos de aflechamiento probablemente continuaría, y esto fue enfatizado por la existencia de un diseño de un avión de combate operativo, el English Electric P1 (Lightning), que debía tener un aflechamiento de 60°. En ese momento no había experiencia de vuelo con alas de esta cantidad de aflechamiento. El SB5 fue diseñado para permitir una aproximación gradual a esta configuración, volando inicialmente con 50° de aflechamiento antes de la conversión a 60°, cuando se parecería, aerodinámicamente, a un modelo a escala de siete octavos del Lightning. Para aumentar su utilidad como vehículo de investigación, el avión era capaz de realizar modificaciones adicionales para operar con 69° de aflechamiento del ala."

### Pruebas operacionales

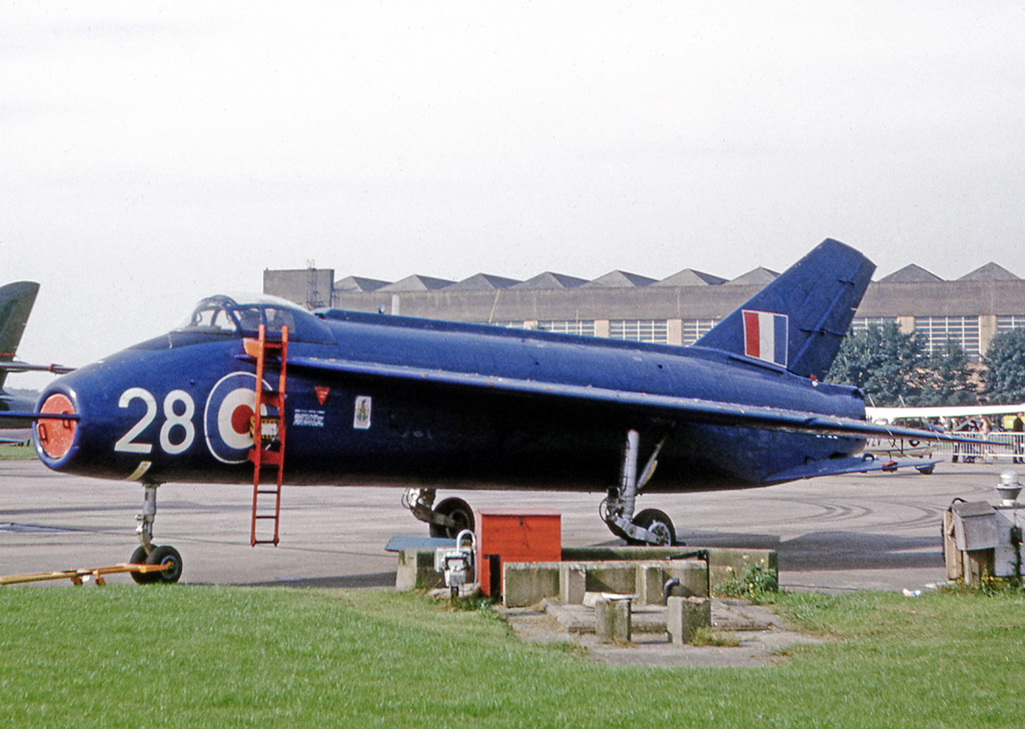
El Short SB.5 con el código '28' de la Escuela de Pilotos de Pruebas del Imperio, en exhibición en RAF Finningley, en 1969.

Las pruebas se realizaron con grados crecientes de aflechamiento y con el estabilizador en sus dos posiciones posibles. El primer vuelo, con el aflechamiento establecido en 50°, lo realizó desde Boscombe Down el piloto de pruebas jefe de Shorts, Tom Brooke-Smith, el 2 de diciembre de 1952. En 1953, realizó una impresionante demostración de la maniobrabilidad y velocidad del SB.5 en la exhibición aérea de la Sociedad de Constructores de Aeronaves Británicos en Farnborough.
En julio de 1953, los primeros vuelos de pruebas se llevaron a cabo con el aflechamiento del ala ajustado al ángulo intermedio de 60° y con la "cola en T". Las pruebas con la posición del plano de cola inferior comenzaron en enero de 1954, de modo que la información de las pruebas de vuelo pudiera estar disponible antes del primer vuelo del P.1. Finalmente se determinó que la configuración de "cola en T" no era satisfactoria. Las pruebas en la configuración de aflechamiento de 60° se completaron en abril de 1958.
Antes de evaluar la configuración final de aflechamiento del ala de 69°, se instaló por primera vez un asiento eyectable Martin-Baker y se cambió el motor Rolls-Royce Derwent por un Bristol Orpheus de mayor empuje. El primer vuelo, con un ajuste de aflechamiento final de 69°, lo realizó Denis Tayler el 18 de octubre de 1960 en RAE Bedford; este era, en ese momento, el mayor grado de aflechamiento de ala del mundo.
La experiencia adquirida con el SB.5 validó la configuración de ala en flecha y plano de cola bajo adoptada en el P.1, que se convertiría en el English Electric Lightning. Durante once meses, se concluyeron las pruebas con aflechamiento de 50° y 60° con la configuración de cola alta. En enero de 1954, se instaló el fuselaje trasero de cola baja y las pruebas continuaron durante dos años más y demostraron que la configuración de EEC era correcta.
Después de completar su programa de pruebas, el SB.5 finalmente se unió a la flota de la Escuela de Pilotos de Pruebas del Imperio (ETPS) en Farnborough en 1967, como lo demuestra el folleto del 25º aniversario de la ETPS de 1968. La Escuela de Pilotos de Pruebas del Imperio voló la máquina para brindar a los estudiantes experiencia en pruebas de vuelo en aviones "delgados".
El SB.5 se encuentra en exhibición en el Museo de la RAF, Cosford, en Shropshire (con ambas colas).

## Operadores
Reino Unido
- Royal Aircraft Establishment

## Especificaciones (configuración de 1952 (cola alta))
Referencia datos: Jane's.

### Características generales
- Tripulación: Uno (piloto)
- Longitud: 13,9 m (45,7 ft)
- Envergadura: 10,9 m (35,8 ft)
- Altura: 5,1 m (16,6 ft)
- Superficie alar: 30,7 m² (330 ft²)
- Peso vacío: 4173 kg (9197,3 lb)
- Peso cargado: 5443 kg (11 996,4 lb)
- Planta motriz: 1× turborreactor Rolls-Royce Derwent Mk. 8.
  - Empuje normal: 16 kN (1632 kgf; 3597 lbf) de empuje.
- Capacidad de combustible: 1365 L

### Rendimiento
- Velocidad máxima operativa (Vno): 500 km/h (311 MPH; 270 kt)

## Aeronaves relacionadas

### Desarrollos relacionados
- English Electric Lightning

### Aeronaves similares
- Handley Page HP.115
- Saab 210

### Secuencias de designación
- Secuencia S_._ (interna de Short, secuencia de la SBAC): ← SB.2 - SB.3 - SB.4 - SB.5 - SB.6 - SB.7 - SB.8 →